# Middlefield (Connecticut)
Pour les articles homonymes, voir Middlefield.
Middlefield est une ville américaine située dans le comté de Middlesex au Connecticut.
Middlefield devient une municipalité en 1866, en se séparant de Middletown.

## Démographie
Selon le recensement de 2010, Middlefield compte 4 425 habitants. La municipalité s'étend sur 13,26 milles carrés (34,34 km2), dont 0,61 milles carrés (1,58 km2) d'étendues d'eau.
| 1870  | 1880 | 1890  | 1900 | 1910  | 1920  |
| ----- | ---- | ----- | ---- | ----- | ----- |
| 1 053 | 928  | 1 002 | 845  | 1 036 | 1 047 |

| 1930  | 1940  | 1950  | 1960  | 1970  | 1980  |
| ----- | ----- | ----- | ----- | ----- | ----- |
| 1 204 | 1 230 | 1 983 | 3 255 | 4 132 | 3 796 |

| 1990  | 2000  | 2010  | - | - | - |
| ----- | ----- | ----- | - | - | - |
| 3 925 | 4 203 | 4 425 | - | - | - |